# بيت أتكن
بيت أتكن (بالإنجليزية: Pete Atkin)‏ هو مغن مؤلف بريطاني، ولد في 22 أغسطس 1945.

## وصلات خارجية
- بيت أتكن على موقع IMDb (الإنجليزية)
- بيت أتكن على موقع ميوزك برينز (الإنجليزية)
- بيت أتكن على موقع ديسكوغز (الإنجليزية)
- بيت أتكن على موقع قاعدة بيانات الفيلم (الإنجليزية)